# Возвращение Джека
«Возвращение Джека» (англ. Jack's Back, 1988) — фильм ужасов режиссёра Роуди Херрингтона.

## Сюжет
Прошло сто лет с тех пор как в Лондоне зверствовал серийный убийца прозванный Джек Потрошитель. В Лос-Анджелесе появляется его подражатель. В убийствах обвиняют врача Джона Вестфорда. Но его убивают, и собственное расследование начинает его брат-близнец Рик, который утверждает что видел истинного убийцу в кошмарах.

## В ролях
- Джеймс Спейдер — Джон Вестфорд, Рик Вестфорд
- Синтия Гибб — Крис Москари
- Джим Хейни — Сержант Габриель
- Роберт Пикардо — Доктор Карлос Баттера
- Крис Малки — Скотт Морофски
- Джон Уэсли — Сэм Хиллард

## Съёмочная группа
- Режиссёр: Роуди Херрингтон
- Продюсеры: Кассиан Элвис, Тим Мур, Андре Блэй, Эллиотт Кастнер
- Сценарист: Роуди Херрингтон
- Оператор: Шелли Джонсон
- Композитор: Дэнни Ди Паола

- Производство компании «Palissades Entertainment»
- Прокат: «Paramount Pictures»

## Награды и номинации
В 1990 году за роль в этом фильме актёр Джеймс Спейдер был номинирован на премию «Сатурн».